# Риверс, Кей Си
Кей Си Риверс (англ. Kelvin Creswell "K. C." Rivers; родился 1 марта 1987 года в Шарлотт, Северная Каролина, США) — американский профессиональный баскетболист, играющий на позиции атакующего защитника. Племянник баскетболиста Байрона Динкинса.

## Карьера

### Старшая школа и колледж
Риверс выступал на позиции защитника за Академию Оак Хилл в Вирджинии. В составе команды завоевал два титула чемпионов USA Today для старшей школы. За два года был установлен рекорд школы по соотношению побед и поражений: 72-2. Риверсу принадлежит рекорд Академии по количеству точных трехочковых в игре — 15.
В Университете Клемсона Риверс выступал за местную баскетбольную команду «Тайгерс», принял участие в 102 матчах, из них выходил в стартовой пятерке в 55. За четыре года в Клемсоне Риверс в среднем за матч набирал 14,2 очка, забирал 6 подборов.

### Профессиональная карьера
В 2009—2010 годах Риверс отправился в итальянский чемпионат, где выступал за команды «Бенеттон» и «Латина». В составе последнего набирал в среднем 24,5 очка и 5,7 подборов. В составе «Бенеттона» показатели составляли 12,3 очка и 4,3 подбора. В сезоне 2010—2011 годов подписал контракт с французским клубом «Шораль Роан Баскет». В январе 2011 года перешёл в итальянскую команду «Виртус». В июле 2011 года подписал контракт сроком на один год с российским клубом «Локомотив-Кубань». В мае 2012 года подписал двухлетний контракт с подмосковными «Химками».
В ноябре 2013 года перешёл в команду лиги развития НБА «Рино Бигхорнс».
7 августа подписал контракт с клубом «Реал Мадрид» сроком на один год.

## Достижения
- Чемпион Евролиги: 2014/2015
- Чемпион Адриатической лиги: 2018/2019
- Бронзовый призёр Единой лиги ВТБ: 2020/2021
- Чемпион Греции (2): 2016/2017, 2017/2018
- Чемпион Испании (2): 2014/2015, 2015/2016
- Чемпион Литвы: 2019/2020
- Чемпион Сербии: 2018/2019
- Бронзовый призёр чемпионата России: 2020/2021
- Обладатель Кубка Греции: 2016/2017
- Обладатель Кубка Испании (2): 2014/2015, 2015/2016
- Обладатель Кубка короля Миндаугаса: 2020
- Обладатель Суперкубка Испании: 2014